# CTA International

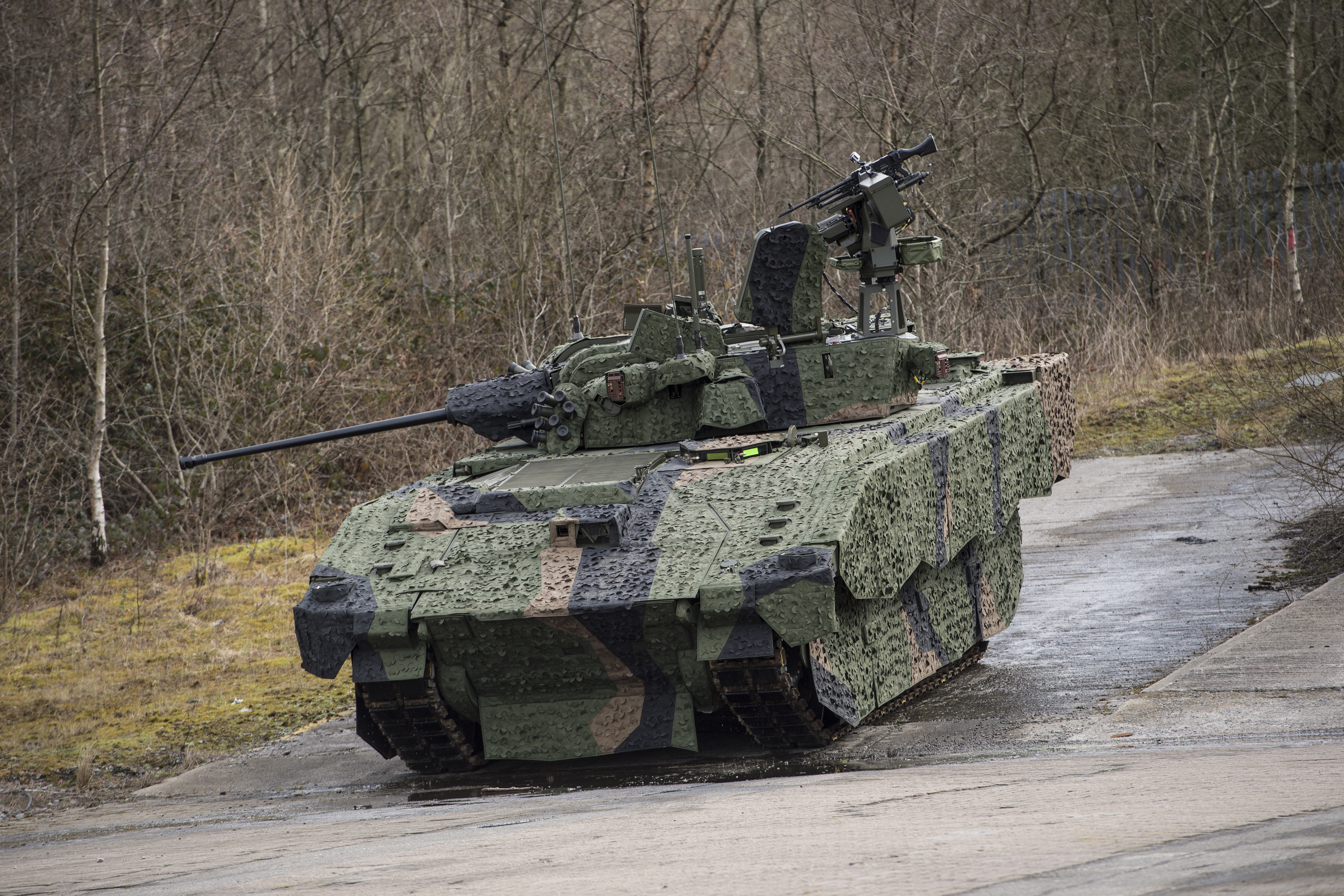
Vehículo blindado Ajax británico

CTA International es una empresa conjunta de partes iguales entre las empresas de defensa Nexter y BAE Systems. CTAI tiene su sede en Bourges, Francia y se ha establecido para desarrollar y fabricar armas y municiones telescópicas. El nombre de la empresa es un acrónimo de Case Telescoped Ammunition. Su producto principal es un cañón de 40 mm para vehículos blindados ligeros.

## Cronología
- 1994 - CTAI fue creado por (en ese momento) GIAT y Royal Ordnance, con actividades iniciales en torno a una solución de 45 mm
- 1997 - Se selecciona la solución de calibre 40 mm
- 1999 - El resultado del estudio de Análisis Operacional (OA) del Ministerio de Defensa del Reino Unido se comparte con el Departamento de Defensa de los Estados Unidos; la solución está integrada en el M2 Bradley y el vehículo prototipo Tracer de EE. UU. y Reino Unido
- 2002 - Más estudios del Reino Unido MoD & DGA OA; contrato de reducción de riesgos adjudicado
- 2004 - Contrato del MoD y DGA del Reino Unido para integrar 40CT en el MTIP y las torretas Toutatis no tripuladas
- March 2008 - El Ministerio de Defensa del Reino Unido selecciona al CT40 como elemento obligatorio para los programas Warrior IFV y FRES-Scout (ahora Ajax)

## CTAS40 cañón
El cañón CTAS40 Case Telescoped Armament System (CTAS) está diseñado para disparar munición telescópica de 40 mm. Este formato proporciona importantes beneficios ergonómicos dentro de los vehículos en el espacio requerido para el almacenamiento de armas y municiones. Aun así, la selección del diseño nuevo para programas importantes ha sido polémico.
El cañón CT40 de 40 mm ha sido ordenado por el ejército francés para su uso en su futuro vehículo blindado de reconocimiento EBRC Jaguar. También ha sido un mandato para los programas de UK Ajax (anteriormente FRES SV) y Warrior Capability Sustainment Program (WCSP).
En febrero de 2010, CTAI firmó un contrato de £ 11 millones con los ministerios de defensa francés y británico para calificar el CTWS, incluidas las pruebas ambientales y el disparo de 15,000 rondas.
La compañía ha confirmado que las municiones para las armas británicas se ensamblarán en las instalaciones de ROF Glascoed de BAE Systems.

## Usuarios
- Francia: EBRC Jaguar
- Reino Unido: Ajax, Warrior
- Bélgica: EBRC Jaguar